# Euphorbieae
Euphorbieae Dumort. è una tribù di piante della famiglia delle Euforbiacee.

## Tassonomia
La tribù comprende i seguenti generi:
- Sottotribù Anthosteminae G.L.Webster
  - Anthostema A.Juss.
  - Dichostemma Pierre
- Sottotribù Euphorbiinae Griseb.
  - Euphorbia L.
- Sottotribù Neoguillauminiinae 
  - Calycopeplus Planch.
  - Neoguillauminia Croizat